# Birgitt Riegraf

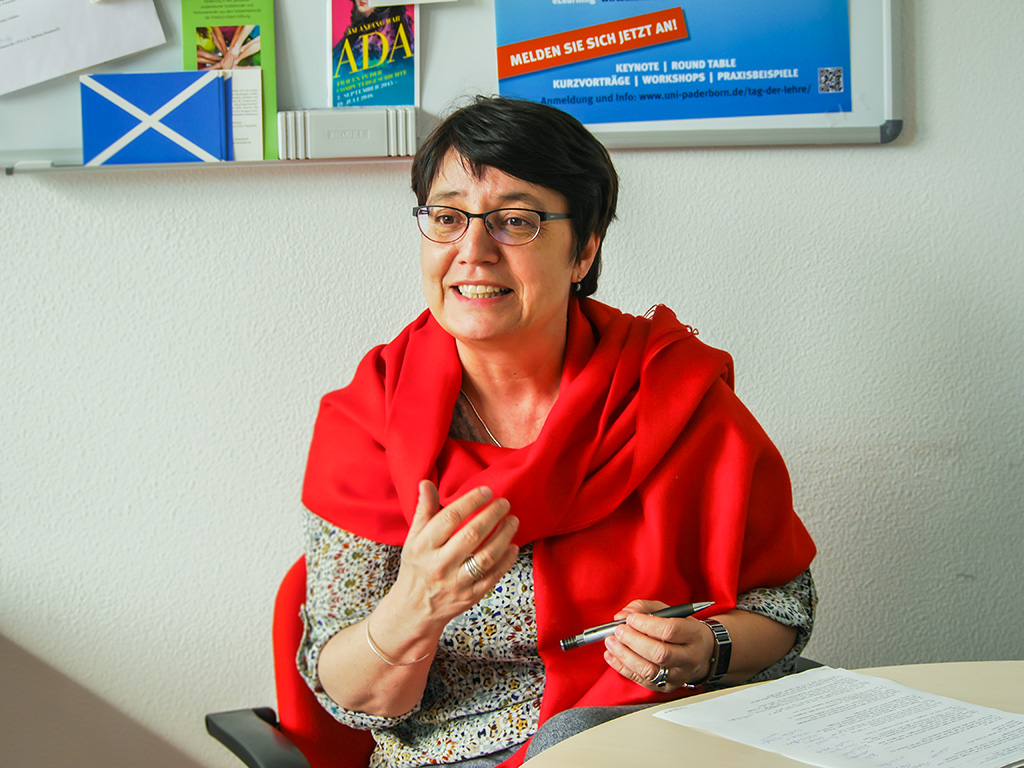
Birgitt Riegraf (2016)

Birgitt Riegraf (* 1. Januar 1961 in Remseck am Neckar; auch Birgit Riegraf) ist eine deutsche Soziologin mit Schwerpunkten in den Bereichen Wissenschafts- und Hochschulforschung, Geschlechterforschung sowie deren Methoden und Methodologie, Ungleichheits- und Intersektionalitätsforschung sowie Staats-, Arbeits- und Organisationssoziologie. Von April 2018 bis April 2025 war sie Präsidentin der Universität Paderborn.

## Leben und Arbeit
Birgitt Riegraf studierte Politische Wissenschaft, Soziologie, Psychologie, Religionswissenschaft sowie den interdisziplinären Ergänzungsstudiengang Qualitative Methoden in den Sozialwissenschaften an der Freien Universität Berlin. Nach dem Studium war sie u. a. als wissenschaftliche Mitarbeiterin am Wissenschaftszentrum Berlin für Sozialforschung tätig und Promotionsstipendiatin des Förderprogramms Chancengleichheit der Berliner Senatsverwaltung für Arbeit und Frauen sowie der Friedrich-Ebert-Stiftung. Im Jahr 1995 wurde sie an der Freien Universität Berlin im Fachbereich Politische Wissenschaft zum Thema Betriebliche Gleichstellungsmaßnahmen als Gegenstand mikropolitischer Aushandlungen in Unternehmen promoviert. Die Promotionsschrift wurde 1996 unter dem Titel Geschlecht und Mikropolitik. Das Beispiel betrieblicher Gleichstellung im VS Verlag für Sozialwissenschaften veröffentlicht. Im Anschluss an die Promotion war Riegraf in verschiedenen Funktionen an der Universität Bielefeld tätig. Dort habilitierte sie sich im Jahr 2004 an der Fakultät für Soziologie zum Thema New Public Management und Geschlechterverhältnisse. Eine Analyse zum qualitativen Wandel des Staates. Im Jahr 2009 wurde sie auf den Lehrstuhl für Allgemeine Soziologie an die Universität Paderborn berufen. Von 2010 bis 2015 war sie Studiendekanin der dortigen Fakultät für Kulturwissenschaften; von 2015 bis 2018 Vizepräsidentin für Studium, Lehre und Qualitätsmanagement. Seit April 2018 ist sie die erste weibliche Präsidentin der Universität Paderborn. In dieser Funktion spricht sie sich vor allem für mehr interdisziplinäre Forschung, eine stärkere Internationalisierung der Forschungsaktivitäten der Universität, aber auch für eine noch bessere regionale Vernetzung aus. Ein weiteres zentrales Anliegen ist eine über die Grenzen der Wissenschaftscommunity hinausgehende Sichtbarkeit der an der Universität erarbeiteten Forschungsergebnisse, um die Bedeutung wissenschaftlicher Erkenntnisse für die Gesellschaft besser vermitteln zu können.
Riegraf ist Mitglied im Vorstand des NRW-Forschungskollegs Leicht – Effizient – Mobil sowie der Digitalen Hochschule NRW. Außerdem ist sie Mitglied der Redaktion der Feministischen Studien sowie Mitherausgeberin der Reihen Arbeitsgesellschaft im Wandel (gemeinsam mit Brigitte Aulenbacher) sowie Geschlechter und Gesellschaft (gemeinsam mit Beate Kortendiek, Katja Sabisch, Ilse Lenz, Helma Lutz, Michiko Mae, Michael Meuser, Ursula Müller, Mechtild Oechsle und Susanne Völker). Sie ist in verschiedenen Kommissionen als Gutachterin und Beraterin tätig, unter anderem als Mitglied des Beirates des Deutsch-Chinesischen Ökoparks in Qingdao sowie der unabhängigen Wissenschaftlichen Kommission des Landes Niedersachsen. Seit dem Jahr 2014 ist sie Vertrauensdozentin der Friedrich-Ebert-Stiftung.
Aktuell beschäftigt sich Riegraf mit Fragen zum Wandel des Wissenschaftssystems und der Hochschulorganisation, der Restrukturierung des öffentlichen Sektors sowie mit dem Themenkomplex Care bzw. Care-Arbeit (Stand: Februar 2019).

## Schriften (Auswahl)

### Monografien
- mit Martina Althoff, Magdalena Apel, Mechthild Bereswill und Julia Gruhlich: Feministische Methodologien und Methoden. Traditionen, Konzepte, Erörterungen. Lehrbuchreihe zur sozialwissenschaftlichen Frauen- und Geschlechterforschung der Sektion Frauenforschung in der Deutschen Gesellschaft für Soziologie Band 2. Springer VS, Wiesbaden 2017. ISBN 978-3-8100-2831-0.
- mit Romy Reimer: Geschlechtergerechte Care-Arrangements? Zur Neuverteilung von Pflegeaufgaben in Wohn-Pflege-Gemeinschaften. Reihe Arbeitsgesellschaft im Wandel. Beltz, Weinheim/Basel 2016. ISBN 978-3-7799-3049-5.
- mit Brigitte Aulenbacher und Susanne Völker: Feministische Kapitalismuskritik. Verlag Westfälisches Dampfboot, Münster 2015. ISBN 978-3-89691-679-2.
- Mit Ursula Müller und Sylvia Wilz: Geschlecht und Organisation. Lehrbuch in der Reihe „Geschlecht und Gesellschaft“. Springer VS, Wiesbaden 2013. ISBN 978-3-531-94093-9.
- mit Brigitte Aulenbacher und Michael Meuser: Soziologische Geschlechterforschung. Eine Einführung. Springer VS, Wiesbaden 2010. ISBN 978-3-531-92045-0.
- Geschlecht und Mikropolitik. Das Beispiel betrieblicher Gleichstellung. Leske + Budrich, Opladen 1996. ISBN 978-3-322-95744-3.

### Aufsätze
- mit Brigitte Aulenbacher: Capitalism goes Care. Elder and Child Care between market, state, profession, and family and questions of justice and inequality. In Equality, Diversity and Inclusion: An International Journal 37(4), S. 347–360.
- mit Brigitte Aulenbacher und Fabienne Décieux: The Economic Shift and Beyond: Care as a Contested Terrain in Contemporary Capitalism. In Current Sociology 66(4), S. 517–530.
- mit Annette von Alemann: UNU-GEST: Promotion of gender equality through research and education. In Feministische Studien 36(1), 169–187.
- mit Brigitte Aulenbacher, Kristina Binner und Lena Weber: Wandel der Wissenschaft und Geschlechterarrangements. Organisations- und Steuerungspolitiken in Deutschland, Österreich, Großbritannien und Schweden. In Beiträge zur Hochschulforschung 2/2015, S. 22–39.
- Zu den Traditionen, Brüchen und Weiterentwicklungen in der Intersektionalitätsforschung. Versuch einer kritischen Bestandsaufnahme. In Erwägen Wissen Ethik. Streitforum für Erwägungskultur 23(3), S. 447–450.

### Herausgeberschaften/Sammelbände
- mit Barbara Rendtorff und Claudia Mahs: Struktur und Dynamik – Un/Gleichzeitigkeiten im Geschlechterverhältnis. Springer VS, Wiesbaden 2019, ISBN 978-3-658-22311-3.
- mit Beate Kortendiek und Katja Sabisch: Handbuch interdisziplinäre Geschlechterforschung. Springer VS, Wiesbaden 2019, ISBN 978-3-658-22311-3.
- mit Anna-Lena Berscheid: Wissenschaft im Angesicht „großer gesellschaftlicher Herausforderungen“. Das Beispiel der Forschung an hybriden Leichtbaumaterialien. transcript, Bielefeld 2018, ISBN 978-3-8376-4099-1.
- mit Andrea Löther: Gleichstellungspolitik und Geschlechterforschung. Veränderte Governance und Geschlechterarrangements in der Wissenschaft. Verlag Barbara Budrich, Opladen 2017, ISBN 978-3-8474-2055-2.
- mit Brigitte Aulenbacher, Maria Dammayr, Klaus Dörre, Wolfgang Menz und Harald Wolf: Leistung und Gerechtigkeit. Das umstrittene Versprechen des Kapitalismus. Beltz, Weinheim 2017, ISBN 978-3-7799-3051-8.
- mit Julia Gruhlich: Geschlecht und transnationale Räume. Feministische Perspektiven auf neue Ein- und Ausschlüsse. Verlag Westfälisches Dampfboot, Münster 2014, ISBN 978-3-89691-241-1.
- Mit Hanna Hacker, Heike Kahlert, Birgit Liebig, Martina Peitz und Rosa Reitsamer: Geschlechterverhältnisse und neue Öffentlichkeiten. Feministische Perspektiven? Verlag Westfälisches Dampfboot, Münster 2013, ISBN 978-3-89691-236-7.
- Mit Dierk Spreen und Sabine Mehlmann: Medien – Körper – Geschlecht. Diskursivierungen von Materialität. transcript, Bielefeld 2012, ISBN 978-3-8376-2084-9.